# قاسم‌آباد (توجردی)
قاسم‌آباد، روستایی در دهستان توجردی بخش توجردی شهرستان سرچهان در استان فارس ایران است.

## جمعیت
بر پایه سرشماری عمومی نفوس و مسکن در سال ۱۳۹۵، جمعیت این روستا برابر با ۶۱۲ نفر (۱۶۱ خانوار) بوده است.